# Bernardo Soto Alfaro
Ramón Bernardo Soto Alfaro (Alajuela, 12 de febrero de 1854 - San José, 28 de enero de 1931) fue un hacendado, comerciante, abogado, militar y político costarricense. Fue el 14.º presidente de la República de Costa Rica, ocupando el cargo de 1885 a 1889, desde la muerte de Próspero Fernández hasta su separación del mismo. Es el segundo Presidente de la República más joven de la historia del país, con 31 años de edad.

## Biografía

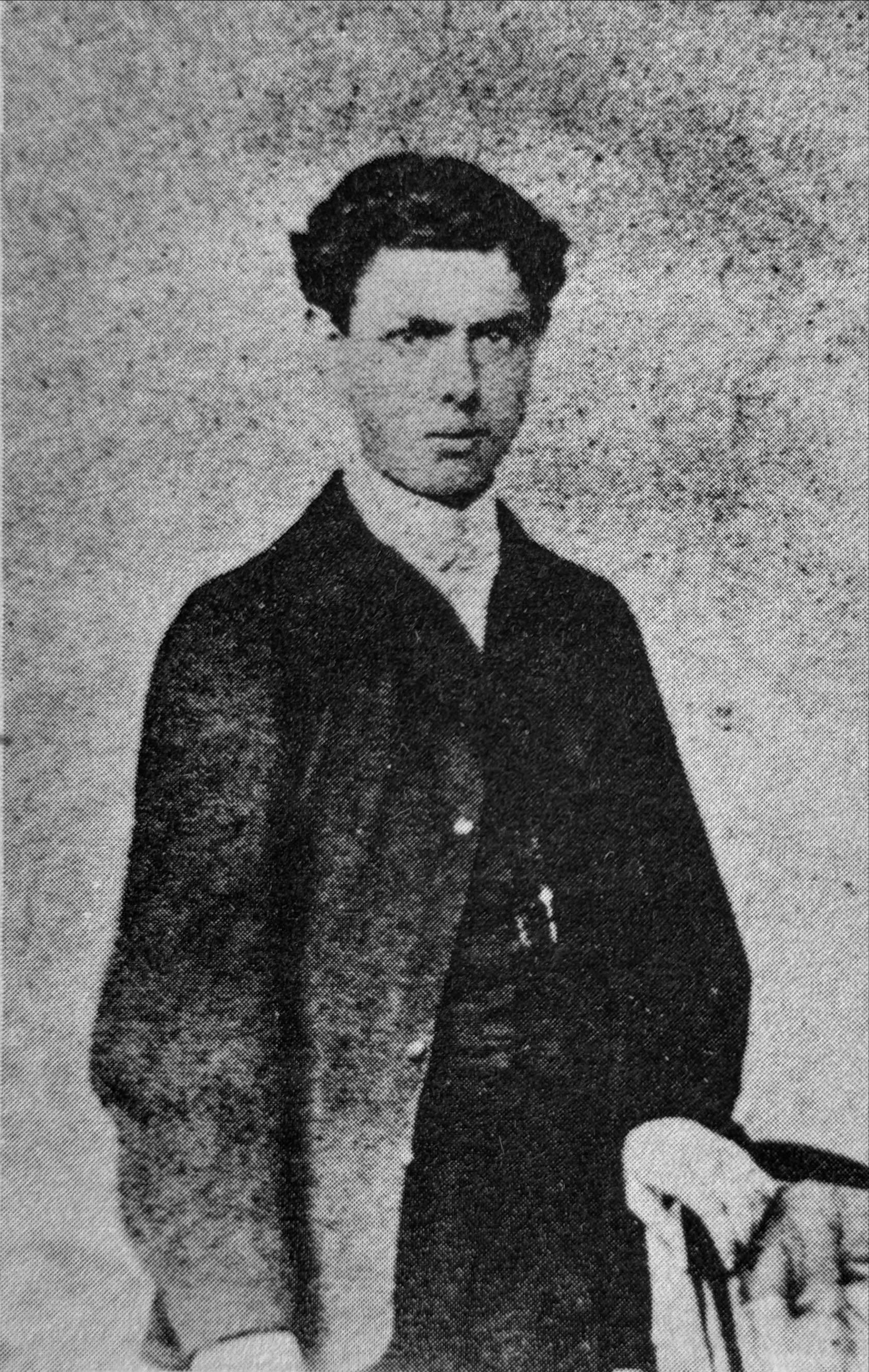
Soto durante su adolescencia.

Don Bernardo proviene de dos de las autodenominadas "familias principales" de Alajuela: los Soto y los Alfaro, quienes dominaron las tierras, el comercio, el cabildo, la parroquia y el cuartel de Alajuela desde la época colonial. Para la década de 1860 tanto los Soto y los Alfaro se habían consolidado como familias de la oligarquía cafetalera de Costa Rica.
Sus padres fueron el acaudalado político y general Apolinar Soto Quesada y la hija de hacendados Joaquina Alfaro Muñoz. 
Hizo sus estudios primarios en Alajuela y luego cursó sus estudios de secundaria en un internado de San José, en donde obtuvo el título de Bachiller en Ciencias y Artes en 1871. 
A la edad de 23 años se graduó de licenciado en Leyes en la Universidad de Santo Tomás en 1877. Durante su vida estudiantil se opuso al régimen del presidente Tomás Guardia Gutiérrez y sufrió confinamiento en 1875.
Se casó en 1885 con Pacífica Fernández Guardia, la hija del Presidente Próspero Fernández Oreamuno. De este matrimonio nació en 1886 un único hijo, Maximiliano Soto Fernández, que casó con Vera Field Hine.

## Ideología

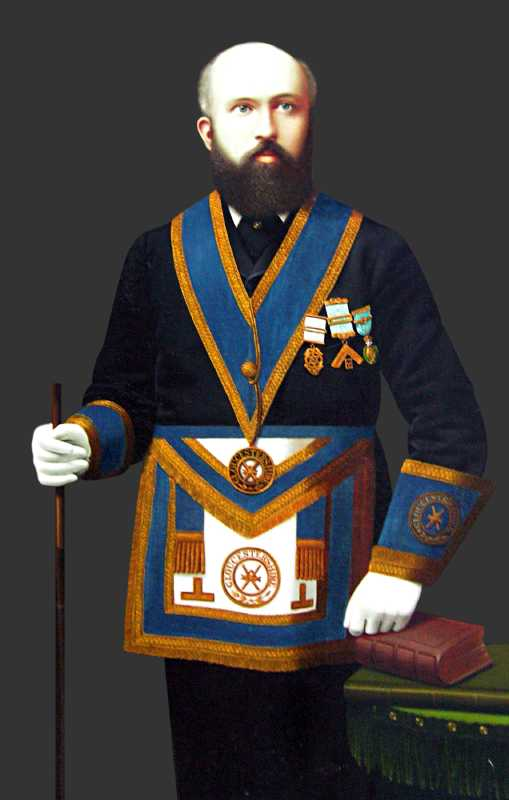
Francmasón del.

Bernardo Soto era un hacendado caficultor liberal. Durante sus años de estudio en la Universidad de Santo Tomás, entró en contacto con importantes figuras de la francmasonería costarricense, y en 1874 fue iniciado como masón y llegó a convertirse en una figura muy importante dentro de ese grupo, en el cual era conocido con el seudónimo de "Cincinato".
Entre 1881 y 1882 hizo un viaje a Inglaterra, Francia, Roma y España, que lo marcó de por vida en una visión eurocentrista del progreso.
Bernardo Soto fue una de las figuras principales de la llamada Generación del Olimpo, un grupo de intelectuales costarricenses de marcadas tendencias liberales que comenzaron a ocupar importantes puestos políticos a partir de la administración de Próspero Fernández Oreamuno y algunos de ellos llegarían a ser presidentes de Costa Rica (Bernardo Soto, Ascensión Esquivel Ibarra, Cleto González Víquez y Ricardo Jiménez Oreamuno).

## Primeros cargos públicos
En 1881 el Lic. Bernardo Soto es nombrado Gobernador de la Provincia de Alajuela, pero renunció pocos meses después con el fin de realizar un largo viaje por Europa. Tras su regreso de Europa, lo volvieron a nombrar Gobernador el 9 de mayo de 1882. 
Durante su período como Gobernador de Alajuela dicha ciudad tuvo mucha importancia política ya que el entonces dictador General Tomás Guardia Gutiérrez, enfermó gravemente y decidió pasar sus últimos meses de vida en su casa en Alajuela y desde aquí atendía los asuntos de Estado. Tomás Guardia murió en Alajuela el 6 de julio de 1882 y Bernardo Soto jugó un papel importante en las honras fúnebres del dictador. 
Tras el breve interinato de Saturnino Lizano Gutiérrez, llegó al poder el 10 de agosto de 1883 el general Próspero Fernández Oreamuno, yerno del difunto dictador Tomás Guardia Gutiérrez y viejo conocido de la familia de Bernardo. 
El presidente Próspero Fernández Oreamuno nombró a Bernardo Soto como Secretario de Gobernación, Policía y Fomento.
Luego en octubre de 1883 se reorganizó el gabinete y se nombró a Bernardo como Secretario de Hacienda, Comercio y Fomento; además se le nombró como Primer Designado a la Presidencia. 
En enero de 1884 se produjo una reorganización drástica del gabinete y se optó por asignar todas las carteras ministeriales a sólo dos ministros: las secretarías de Hacienda, Comercio, Fomento, Guerra, Marina, Gobernación y Policía se le asignarían al Lic. Bernardo Soto Alfaro, a quien de paso se le ascendería al rango de General de Brigada (Brigadier); y las carteras de Relaciones Exteriores, Instrucción Pública, Justicia, Culto y Beneficencia se le asignarían al ministro Dr. José Castro Madriz (expresidente de la República y cuñado del entonces presidente Próspero Fernández Oreamuno).
Como ministro Bernardo Soto tuvo una participación muy importante en hechos como la electrificación del alumbrado público de San José en 1884. Además firmó el polémico Contrato Soto-Keith el 21 de abril de 1884 en donde se le otorgó a  Minor Cooper Keith 333.333 hectáreas de terreno en las llanuras del Caribe y la concesión del ferrocarril al Atlántico por 99 años a cambio de renegociar la enorme deuda externa que tenía el país con banqueros ingleses y el compromiso de financiar y terminar la construcción del Ferrocarril al Atlántico.
Ese mismo año también firmó el Contrato Soto-Ortuño según el cual el Gobierno de Costa Rica le otorgó al Banco de la Unión el monopolio de emitir papel moneda en el país a cambio de que le concediera al Estado un préstamo de $250.000. 
Bernardo Soto también tuvo un papel muy importante en la redacción de un nuevo Código Civil y la redacción de las leyes liberales de 1884, que confiscaron los cementerios propiedad de la Iglesia católica, prohibieron las órdenes religiosas, establecieron el matrimonio civil y el divorcio, anularon el Concordato Lorenzana-Antonelli de 1852, y expulsaron del país a los jesuitas y al obispo de Costa Rica monseñor Bernardo Augusto Thiel.

## Primera administración (1885-1886)
El 12 de marzo de 1885 murió en Atenas, el presidente Próspero Fernández Oreamuno, y al General Bernardo Soto le correspondió asumir provisionalmente la Presidencia de la República hasta 1886, en su calidad de Primer Designado a la Presidencia.

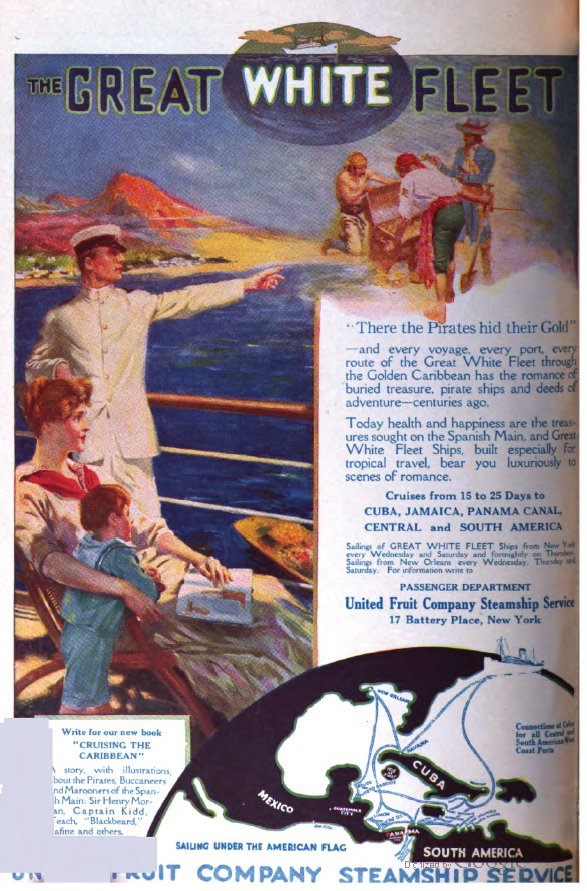
Publicidad de la United Fruit Company, la cual estableció el Enclave Bananero en la llanuras del Caribe.

En esos momentos Costa Rica estaba aliada con Nicaragua y El Salvador, contra Guatemala y Honduras pues el dictador guatemalteco Justo Rufino Barrios intentaba establecer por la fuerza la República Federal de Centro América. Bernardo tuvo que coordinar los preparativos de la guerra, pero el conflicto se disipó tras la muerte del dictador guatemalteco, sin que las tropas que había enviado Costa Rica hubieran tenido oportunidad de entrar en combate. Ante la amenaza de la guerra se fundó el 5 de abril de 1885 la Cruz Roja Costarricense.
En mayo de 1885, a los dos meses de estar en el poder y con solo treinta y un años de edad, la Asamblea Legislativa de Costa Rica lo declaró Benemérito de la Patria, y se le ascendió al rango de General de División, el más alto al que se llegaba en el ejército costarricense.
El 29 de abril de 1885, a instancias de sus ministros Dr. Carlos Durán Cartín y Lic. Mauro Fernández Acuña se decretó la creación del Hospicio Nacional de Locos (conocido luego como Asilo Chapuí u Hospital Nacional Psiquiátrico), y el 10 de mayo de 1885 se creó la Lotería Nacional a cargo de la Junta de Caridad del Hospital San Juan de Dios con el fin de financiar la construcción y operación del proyectado Hospicio Nacional de Locos. También se aprobaron en 1886 los estatutos del Hospicio de Huérfanos.
Durante esta administración además se reorganizaron la policía y la Imprenta Nacional, se emitieron normas para implantar el sistema métrico decimal, se creó en 1885 la Dirección General de Telégrafos, se construyeron caminos y otras obras, y se aprobaron los textos de los nuevos Códigos Civil y de Procedimientos, que entraron en vigencia en 1888. 
La educación recibió un formidable impulso. Se abrieron numerosas escuelas, y se estableció la Escuela Normal para la formación de maestros.
Bernardo Soto Alfaro postuló su candidatura para continuar en la presidencia para el período 1886-1890, y con diversas medidas de presión impidió que tomara cuerpo la candidatura rival del tío político de su esposa, el general Víctor Guardia Gutiérrez (hermano del difunto dictador Tomás Guardia Gutiérrez), hasta que quedó como candidato único y fue elegido por unanimidad en las elecciones nacionales de 1886.

## Segunda administración (1886-1889)

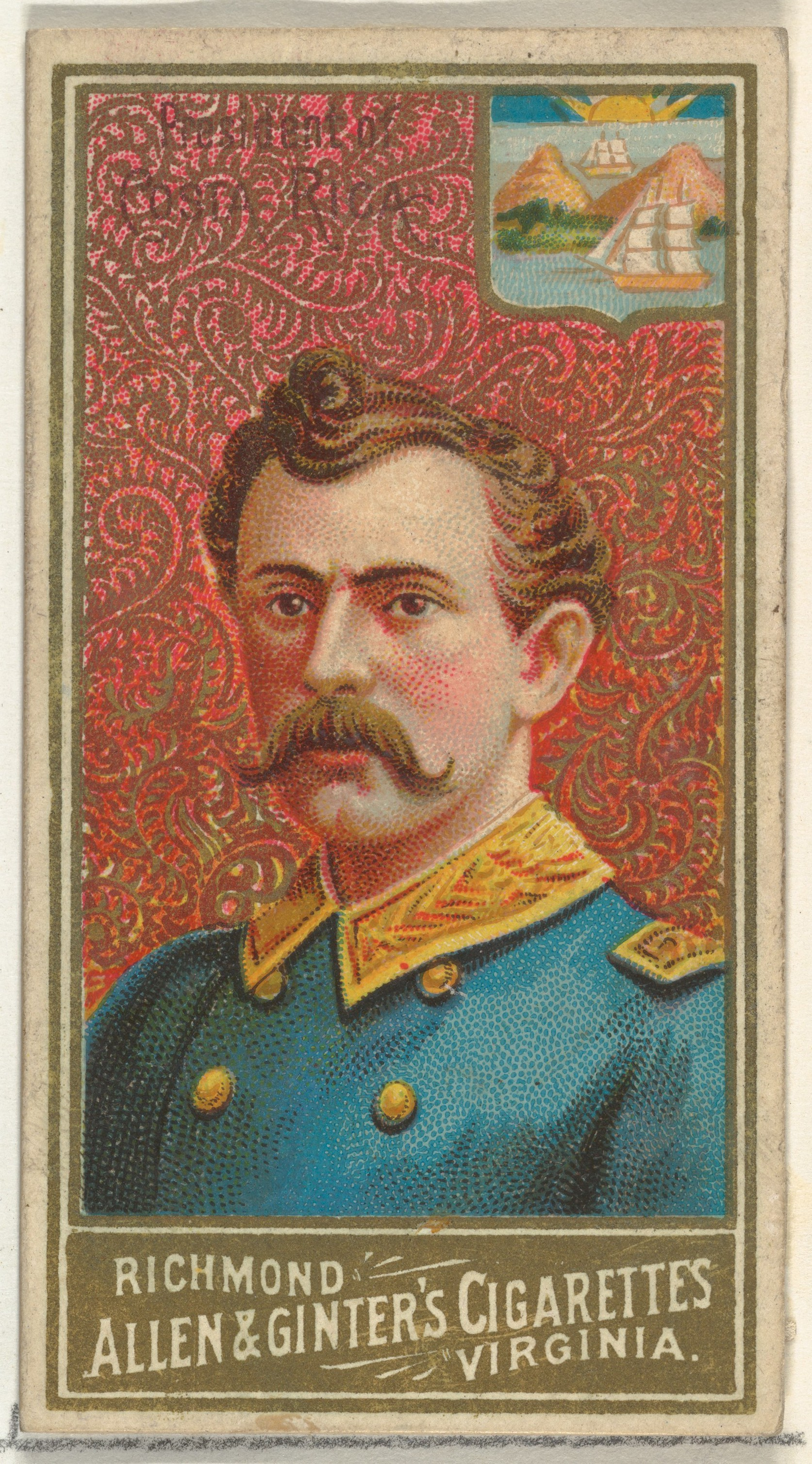

En la segunda administración de Bernardo Soto Alfaro se llevaron a cabo importantes realizaciones en el campo jurídico, ya que se entraron en vigencia el Código Civil de 1888, el Código de Procedimientos Civiles de 1888 y otras leyes importantes. 
En materia educativa fue muy significativa la labor de su Secretario de Instrucción Pública Lic. Mauro Fernández Acuña, quien llevó a cabo la Reforma Educativa de los Liberales, para eliminar la influencia de la Iglesia Católica en la educación, volviéndola laica o secular (no religiosa). De esta manera se clausuró la Universidad de Santo Tomás en 1888 (única entonces en el país), y se fundó el Instituto de Alajuela (1887), el Liceo de Costa Rica (1887) y el Colegio Superior de Señoritas (1888). La reforma de la enseñanza primaria quedó plasmada en la Ley General de Educación Común de 1886. 
También se creó durante su administración el Museo Nacional de Costa Rica (1887), la Biblioteca Nacional (1888), el Instituto Meteorológico Nacional (1888), el Instituto Físico-Geográfico, la Dirección General de Aduanas (1889) y la construcción del Parque Morazán (1887) entre otros.
En materia internacional se firmó con Nicaragua la Convención Esquivel-Román, mediante el cual se acordó someter a arbitraje la controversia existente sobre la validez del Tratado Cañas-Jerez. El litigio terminó con el Laudo Cleveland de 1888, muy favorable a las tesis defendidas por Costa Rica.
En 1890 inauguró el ferrocarril entre San José y el puerto de Limón. El ferrocarril abrió muchos lugares a la colonización, formando nuevos pueblos como Turrialba y Guápiles. Asimismo apoyó la economía cafetalera.
Durante su segundo período, Bernardo Soto, tanto por motivos de viajes al exterior o por enfermedad, se separó varias veces del poder en forma temporal, dejándolo generalmente en manos de su padre, el general Apolinar Soto Quesada, quien había sido nombrado primer designado y en repetidas ocasiones también fue secretario de Guerra y Marina.

## Sucesos políticos de 1889
En 1882 el general Tomás Guardia Gutiérrez heredó el poder a su cuñado y amigo Próspero Fernández Oreamuno. Asimismo, en 1885 el general Próspero Fernández Oreamuno heredó el poder a su yerno y amigo Bernardo Soto Alfaro. Igualmente, en 1889 el general Bernardo Soto Alfaro intentó poner en el poder a su socio y amigo Ascensión Esquivel Ibarra a través de un fraude electoral.
Para las elecciones presidenciales Bernardo Soto dio su apoyo a la candidatura de su Designado Ascensión Esquivel Ibarra del Partido Liberal Progresista, a quien incluso en pleno año electoral le hizo entrega temporalmente del poder del 1 de mayo al 10 de agosto. Sin embargo, la Iglesia católica, que había sufrido la persecución y perdida de propiedades por parte de los liberales, empezó un fuerte movimiento popular en favor del expresidente de la Corte Suprema de Justicia Lic. José Rodríguez Zeledón del Partido Constitucional Democrático, quien obtuvo una considerable mayoría en la primera ronda de las elecciones, en noviembre de 1889. 
En la práctica fue la primera elección de Costa Rica con dos partidos políticos. Aunque en esa época las elecciones eran indirectas y el voto era público.
Al inició, Bernardo Soto declaró a Ascensión Esquivel Ibarra vencedor de las votaciones, pero pronto la Iglesia Católica llamó a todos los costarricenses a rebelarse contra el gobierno. Ante la presión popular para que se respetase el triunfo de la oposición y ante el temor de que estallara una guerra civil, el presidente Soto decidió el 7 de noviembre de 1889 apartarse del mando y, sin renunciar, llamó interinamente al ejercicio del poder al Tercer Designado a la Presidencia Dr. Carlos Durán Cartín, quien el 8 de mayo de 1890 entregó el poder a José Rodríguez Zeledón, elegido para el período 1890-1894. Por eso el 7 de noviembre es el Día de la Democracia Costarricense.

## Candidato presidencial y destierro
En 1901, cuando se acercaba a su término el segundo período del Presidente Rafael Iglesias Castro, sus adversarios políticos para postular la candidatura de Bernardo Soto Alfaro, pero Iglesias llegó a una transacción con la oposición y fue elegido Ascensión Esquivel Ibarra.
En 1905 Bernardo fue candidato presidencial, pero después de las elecciones de primer grado, Bernardo y otro candidato, Máximo Fernández Alvarado, retiraron su postulación para acuerpar la candidatura de Tobías Zúñiga Castro, uno de los Secretarios de Estado de la época de Soto. Sin embargo, antes de que se efectuaran los comicios de segundo grado, el presidente Ascensión Esquivel Ibarra (el exministro cuya candidatura había apoyado Bernardo Soto en 1889), que deseaba el triunfo del candidato oficialista Cleto González Víquez (también ex secretario de Estado del gobierno de Soto), expulsó del país a Zúñiga, Fernández y Soto. A los desterrados se les permitió volver al país poco después.

## Actividades posteriores
Formó parte de la Comisión de expresidentes de la República que redactó el proyecto de Constitución de 1917, la cual estuvo en vigencia durante la segunda administración de Federico Tinoco Granados (1917-1919) pero tuvo muy poca efectividad.

## Fallecimiento
Falleció en San José el 28 de enero de 1931 a los 76 años de edad.
| Predecesor: Próspero Fernández Oreamuno 1882-1885 (Murió en el cargo) | 14.º Presidente de Costa Rica 1885-1889 | Sucesor: Carlos Durán Cartín 1889-1890 (Provisional) |